# Облитки
Облитки (укр. Облітки) — село на Украине, находится в Радомышльском районе Житомирской области.
Код КОАТУУ — 1825087201. Население по переписи 2001 года составляет 396 человек. Почтовый индекс — 12223. Телефонный код — 4132. Занимает площадь 1,5 км².

## Адрес местного совета
12223, Житомирская область, Радомышльский р-н, с. Облитки, ул. Космонавтов, 1

## История
В 2015 году была ликвидирована облитковская школа.